# Oberammergau
Oberammergau – gmina w Niemczech, w kraju związkowym Bawaria, w rejencji Górna Bawaria, w regionie Oberland, w powiecie Garmisch-Partenkirchen. Leży około 12 km na północ od Garmisch-Partenkirchen, nad rzeką Ammer, przy drodze B23.
Gmina słynie z wystawianej w każdym roku kończącym się na „0” – Pasji. W 1922 r., po dwunastu latach powrócono do organizacji misterium. Związane jest to z obietnicą jaką złożyli mieszkańcy miasta w obawie przed epidemią dżumy w roku 1633. Tekst Pasji zawierał antysemickie elementy, a w 1934 widzowie manifestowali poparcie dla nazizmu. Na widowni był Adolf Hitler.
Miejscowość, wraz z sąsiednim Unterammergau, jest wspomniana w niemieckiej piosence ludowej Heut kommt der Hans zu mir.

## Demografia
Dane o ludności z 31 grudnia 2008:
| Opis                                | Ogółem | Ogółem | Kobiety | Kobiety | Mężczyźni | Mężczyźni |
| ----------------------------------- | ------ | ------ | ------- | ------- | --------- | --------- |
| Jednostka                           | osób   | %      | osób    | %       | osób      | %         |
| Populacja                           | 5254   | 100    | 2729    | 51,94   | 2525      | 48,06     |
| Wiek przedprodukcyjny (0–17 lat)    | 936    | 17,81  | 446     | 8,49    | 490       | 9,33      |
| Wiek produkcyjny (18–65 lat)        | 3078   | 58,58  | 1574    | 29,96   | 1504      | 28,63     |
| Wiek poprodukcyjny (powyżej 65 lat) | 1240   | 23,6   | 709     | 13,49   | 531       | 10,11     |

## Polityka
|      | CSU | SPD | FUD | DPNü | DFL | PWG | NAL | MA | EfO | Razem |
| 2008 | 2   | 1   | 6   | 2    | 2   | 2   | 1   | 2  | 2   | 20    |
| 2002 | 5   | 1   | 3   | 2    | 2   | 2   | 2   | 3  | –   | 20    |

## Osoby urodzone w Oberammergau
- Ernst Lang – artysta
- Max Streibl – polityk
- Ludwig Thoma – pisarz

## Galeria

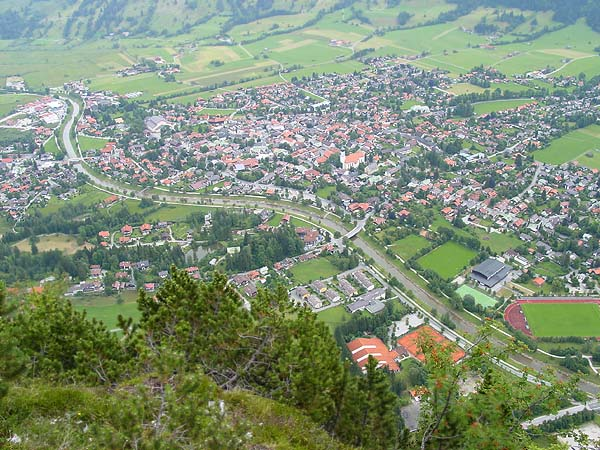
Widok z lotu ptaka
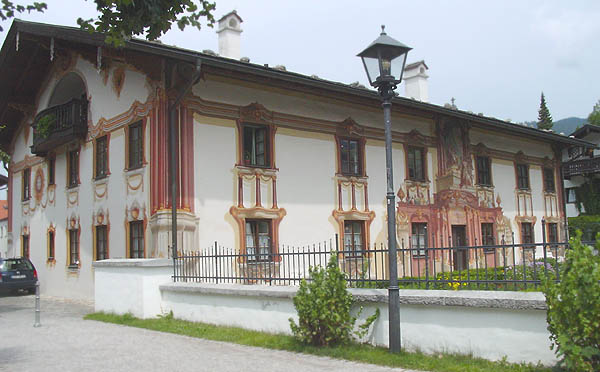
Ratusz
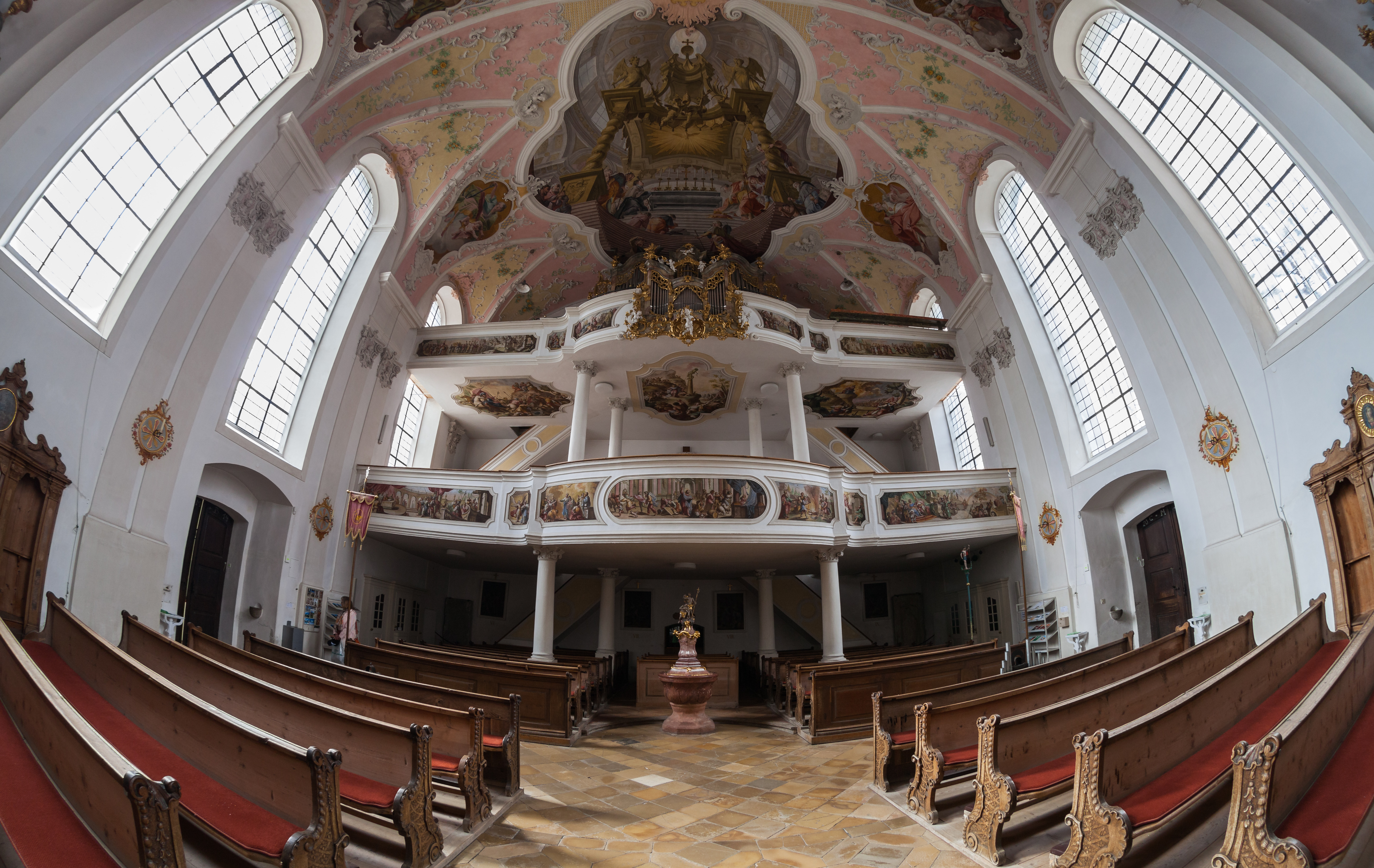
Kościół parafialny Piotra i Pawła